# El año de la muerte de Ricardo Reis
El año de la muerte de Ricardo Reis es una novela escrita por el autor portugués José Saramago. Fue publicada originalmente por Editorial Caminho en 1984 y narra el último año de vida de Ricardo Reis, uno de los heterónimos del poeta portugués Fernando Pessoa.

## Argumento

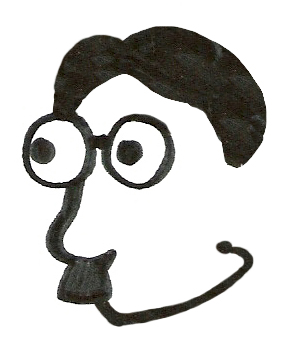
Ricardo Reis

En la novela, Ricardo Reis regresa a su ciudad natal, Lisboa, después de pasar varios años trabajando como médico en Brasil. Reis realiza el viaje al enterarse de la muerte de Pessoa. Al llegar a Lisboa decide abandonar la medicina y se instala en un hotel, donde pasa los días leyendo los periódicos y caminando por las calles de la ciudad.
Reis lee sobre los eventos que desencadenan la guerra civil española y presencia la llegada de grupos de inmigrantes españoles en busca de refugio en Lisboa. Sin embargo, Reis nunca expresa sentimientos por el conflicto y no parece entender completamente el significado de la lucha.
Reis también inicia un amorío con una de las mucamas del hotel, pero incluso en sus relaciones más íntimas, es alienado continua y voluntariamente de la sociedad. El médico también tiene encuentros con el espíritu de Fernando Pessoa y las conversaciones entre ambos revelan los detalles más íntimos del personaje. Asimismo, Reis parece perder su concepción de la vida y la muerte y la diferencia entre ambas.

## Película
En 2019 se hizo la película basada en este libro: O Ano da Morte de Ricardo Reis (El año de la muerte de Ricardo Reis) de João Botelho.